# 최후의 승자 (액션 영화)
《최후의 승자》(Thieves Of Fortune)는 미국에서 제작된 마이클 맥카시 감독의 1990년 액션 영화이다. 리 밴 클리프 등이 주연으로 출연하였고 에드가 볼드 등이 제작에 참여하였다. 리 밴클리프가 심장 마비로 사망한 뒤 영화가 개봉되면서 그의 마지막 영화 작품이 되었다.

## 출연

### 주연
- 리 밴 클리프
- 마이클 누리

### 조연
- 존 휴시
- 파멜라 페리
- 나디아 빌칙
- 토니 카프라리
- 마이클 피셔